# Josef Kestel
Josef Kestel (ur. 29 września 1904 w Kronach, zm. 19 listopada 1948 w Landsberg am Lech) – zbrodniarz nazistowski, członek załogi niemieckich obozów koncentracyjnych Dachau, Buchenwald i Mittelbau-Dora oraz SS-Hauptscharführer.
Członek NSDAP i SS od 1933. W 1933 rozpoczął służbę w Dachau, gdzie od 1937 pełnił funkcję Blockführera (kierownika bloku). Od października 1940 do 11 kwietnia 1945 należał do załogi Buchenwaldu, gdzie pełnił najpierw funkcję najpierw Blockführera, a następnie kierownika więźniarskiej kompanii karnej pracującej w kamieniołomach. Popełnił liczne zbrodnie na podlegających mu więźniach, bijąc ich niejednokrotnie do nieprzytomności. Czasowo w 1945 Kestela przydzielono go służby w Boelcke-Kaserne, podobozu KL Mittelbau-Dora, gdzie sprawował stanowisko zastępcy komendanta Heinricha Jostena.
W procesie załogi Buchenwaldu (US vs. Josias Prince Zu Waldeck i inni) przed amerykańskim Trybunałem Wojskowym w Dachau Kestel skazany został na karę śmierci. Wyrok wykonano przez powieszenie 19 listopada 1948 w więzieniu Landsberg.